# DTDP-4-dehidro-6-dezoksiglukoza reduktaza
DTDP-4-dehidro-6-dezoksiglukoza reduktaza (EC 1.1.1.266, dTDP-4-keto-6-dezoksiglukoza reduktaza) je enzim sa sistematskim imenom dTDP-D-fukoza:NADP+ oksidoreduktaza. Ovaj enzim katalizuje sledeću hemijsku reakciju
--fukoza + + {\displaystyle \rightleftharpoons } dTDP-4-dehidro-6-dezoksi-D-glukoza + +
Enzim iz Gram-negativne bakterije Actinobacillus actinomycetemcomitans formira altiviranu fukozu za inkorporaciju u kapsularni polisaharid.

## Literatura
- Nicholas C. Price; Lewis Stevens (1999). Fundamentals of Enzymology: The Cell and Molecular Biology of Catalytic Proteins (Third изд.). USA: Oxford University Press. ISBN 019850229X.
- Eric J. Toone (2006). Advances in Enzymology and Related Areas of Molecular Biology, Protein Evolution (Volume 75 изд.). Wiley-Interscience. ISBN 0471205036.
- Branden C; Tooze J. Introduction to Protein Structure. New York, NY: Garland Publishing. ISBN 0-8153-2305-0.
- Irwin H. Segel. Enzyme Kinetics: Behavior and Analysis of Rapid Equilibrium and Steady-State Enzyme Systems (Book 44 изд.). Wiley Classics Library. ISBN 0471303097.

## Spoljašnje veze
- DTDP-4-dehydro-6-deoxyglucose+reductase на 